# Чино Вали (Аризона)
Чино Вали (енгл. Chino Valley) град је у америчкој савезној држави Аризона. По попису становништва из 2010. у њему је живело 10.817 становника.

## Демографија
Према попису становништва из 2010. у граду је живело 10.817 становника, што је 2.982 (38,1%) становника више него 2000. године.
| Група             | 2000.         | 2010.         |
| Белци             | 6.865 (87,6%) | 8.854 (81,9%) |
| Афроамериканци    | 18 (0,2%)     | 51 (0,5%)     |
| Азијати           | 12 (0,2%)     | 54 (0,5%)     |
| Хиспаноамериканци | 766 (9,8%)    | 1.626 (15,0%) |
| Укупно            | 7.835         | 10.817        |